# Ken Durrett
Kenneth L. Durrett, detto Ken (Pittsburgh, 8 dicembre 1948 – Wilkinsburg, 7 gennaio 2001), è stato un cestista statunitense, professionista nella NBA.

## Carriera
Venne selezionato dai Cincinnati Royals al primo giro del Draft NBA 1971 (4ª scelta assoluta).